# Högvicker
Högvicker (Vicia biennis) är en ärtväxtart som beskrevs av Carl von Linné. Enligt Catalogue of Life ingår Högvicker i släktet vickrar och familjen ärtväxter, men enligt Dyntaxa är tillhörigheten istället släktet vickrar och familjen ärtväxter. Arten förekommer tillfälligt i Sverige, men reproducerar sig inte. Inga underarter finns listade i Catalogue of Life.